# Santa Catarina Clube
Il Santa Catarina Clube è una società calcistica con sede a Rio do Sul. Il club è attivo e attualmente milita nel Catarinense Série B. Dal 2022 gioca le sue partite a Rio do Sul.

## Storia
Fondata nel 1998, mirava a rilanciare il calcio nella regione ed era noto per avere una sede diversa ogni anno. Nel 1999 e nel 2000 ha giocato a Blumenau e nel 2002 nella seconda divisione della città di Navegantes.
Dopo cinque stagioni di licenza, il club tornò a giocare nella Terza Divisione, rappresentando un'altra città: São Francisco do Sul. Tuttavia, senza un accordo per giocare nello stadio locale, mandò le sue partite e ospitò i suoi atleti all'Ernestão, lo stadio del Caxias Futebol Clube, a Joinville.
È tornato tra i professionisti nel 2015, giocando nella città di Imbituba. Nella stagione 2016 ha giocato il primo turno di Serie C, ma al suo ritorno è stato escluso dal campionato.
La pianificazione per il 2019 è in corso e l'obiettivo è quello di avere una buona partecipazione al Campionato di Serie C di Santa Catarina e avere buone rivelazioni di atleti, sotto la guida del suo presidente Écio Pasca, un rivelatore di talento naturale, dove ha rivelato più di 100 giocatori del calcio Nazionale e Mondiale, tra cui la stella Dener.
Nel 2022, il club tornerà a competere nel Campeonato Catarinense Série C, attraverso una partnership con la città di Rio do Sul, ospitando le sue partite allo stadio municipale Alfredo João Krieck, segnando il ritorno del calcio professionistico nel comune dopo 19 anni.
Ha vinto il titolo di Série C 2022, venendo promosso per competere nel Campeonato Catarinense Série B 2023, competizione che si conclude al 4º posto assoluto.

## Palmarès

### Competizioni statali
- Campeonato Catarinense Série C: 1

2022